# Солодкин, Янкель Гутманович
Я́нкель Гутманович Соло́дкин (известен также как Яков Григорьевич Солодкин; род. 18 августа 1951, Курск) — советский и российский историк, доктор исторических наук, профессор, заведующий лабораторией региональных исторических исследований Нижневартовского государственного университета, почётный работник высшего профессионального образования Российской Федерации, заслуженный деятель науки ХМАО-Югры.

## Биография
Родился в семье служащих. В 1973 году окончил с отличием исторический факультет Воронежского государственного университета. Учителя: проф. В. П. Лысцов, проф. В. П. Загоровский.
Кандидатская диссертация «Авраамий Палицын — русский политический деятель и публицист начала XVII в.» (1973, Воронежский государственный университет); докторская диссертация «Русская публицистика начала XVII в.: проблемы происхождения крупнейших летописных памятников и „Временника“ Ивана Тимофеева» (1991, Московский государственный историко-архивный институт).
В 1979—1994 годах — старший преподаватель, доцент, профессор Кустанайского пединститута (госуниверситета), республика Казахстан.
С 1995 года — профессор кафедры истории Нижневартовского педагогического института, 17 лет заведовал кафедрой истории России в НГПИ (НГГУ), с 2014 года — заведующий научно-исследовательской лабораторией региональных исторических исследований.
Является основоположником научного краеведения в Нижневартовске, основателем ряда научных направлений на кафедре истории России. Осенью 1998 года под его руководством на кафедре была открыта аспирантура по двум историческим специальностям. Подготовил 20 кандидатов и одного доктора исторических наук. По инициативе Я. Г. Солодкина проведено большое количество научных конференций различного уровня, начато издание серий научных трудов, в том числе сборников статей, коллективных монографий, краеведческих записок.
Сфера научных интересов: источниковедение, историография, книжная культура, политическое развитие России, история её южных окраин и Сибири XVI—XVII веков.
Автор более 500 научных публикаций.
Дети: сын Роман (род. 1980) — историк; дочь Светлана.

## Книги
- «Ермаково взятие» Сибири. Загадки и решения. — Нижневартовск: Изд-во Нижневартовского гос. гуманитарного ун-та, 2010.
- Становление сибирской летописной традиции (спорные источниковедческие проблемы). — Нижневартовск: Изд-во Нижневартовского гос. гуманитарного ун-та, 2009.
- «Временник» Ивана Тимофеева: источниковедческое исследование. — Нижневартовск: Изд-во Нижневартовского педагогического института, 2002. — 179 с.
- Земские соборы Московской Руси конца XVI в.: спорные проблемы истории и историографии. — Нижневартовск: Изд-во Нижневартовского гос. гуманитарного ун-та, 2010. — 161 с.
- Источниковедческие и историографические аспекты сибирской истории: коллективная монография. — Нижневартовский гос. гуманитарный университет, 2006.